# Mistrzostwa Świata w Narciarstwie Klasycznym 1926
Mistrzostwa Świata w Narciarstwie Klasycznym 1926 odbyły się w dniach 4 – 6 lutego 1926 w fińskim Lahti.

## Biegi narciarskie

### Biegi narciarskie mężczyzn
| Konkurencja | Data          | Złoto        | Srebro            | Brąz          |
| ----------- | ------------- | ------------ | ----------------- | ------------- |
| 30 km       | 4 lutego 1926 | Matti Raivio | Tauno Lappalainen | Veli Saarinen |
| 50 km       | 6 lutego 1926 | Matti Raivio | Tauno Lappalainen | Olav Kjelbotn |

## Kombinacja norweska
Johan Grøttumsbråten uzyskał najlepszy wynik w biegu, wyprzedził o trzy minuty drugiego na mecie Hauga. Norweg Jacob Tullin Thams najlepiej spisał się na skoczni, skacząc na odległość 39,5 metra.
| Konkurencja         | Data          | Złoto                | Srebro        | Brąz          |
| ------------------- | ------------- | -------------------- | ------------- | ------------- |
| Zawody indywidualne | 4 lutego 1926 | Johan Grøttumsbråten | Thorleif Haug | Einar Landvik |

## Skoki narciarskie
Zawody ukończyło 20 z 28 skoczków. Jacob Tullin Thams uzyskał najlepszy wynik zawodów, skacząc na odległość 38,5 metra.
| Konkurencja                   | Data          | Złoto              | Srebro     | Brąz            |
| ----------------------------- | ------------- | ------------------ | ---------- | --------------- |
| Duża skocznia – indywidualnie | 4 lutego 1926 | Jacob Tullin Thams | Otto Aasen | Georg Østerholt |

## Klasyfikacja medalowa
| Pozycja | Państwo   | Złoto | Srebro | Brąz | Razem |
| ------- | --------- | ----- | ------ | ---- | ----- |
| 1       | Norwegia  | 2     | 2      | 3    | 7     |
| 2       | Finlandia | 2     | 2      | 1    | 5     |